# Jack Lee Conrad
Jack Lee Conrad (Hurley, 20 december 1976 – New York, 21 juli 2016) was een Amerikaans paleontoloog en herpetoloog. Hij is een van de grondleggers van de fylogenetische systematiek van de fossiele Squamata.

## Jeugd en vroege carrière
Jack Conrad was de zoon van Terry en Sandra Conrad, beiden leden van de Choctaw. Al in zijn jeugd had hij veel belangstelling voor amfibieën en reptielen. Hij was gefascineerd door monsters. Toen hij door het lezen van dinosauriërboeken begreep dat die echt bestaan hadden, kwam hij tot het besluit paleontoloog te worden. In 1983 ging hij naar de plaatselijke Hurley School. Na het op dezelfde instelling voltooien van zijn highschool als valedictorian van zijn klas, ging hij in 1995 biologie studeren op de Drury University te Springfield waar hij in 1999 afstudeerde onder begeleiding van Wesley Hale Rowley III. Van oktober 1997 tot mei 1999 was hij Student Curator van de zoölogische collectie van de universiteit. In 2000 werd hij als conservator aangetrokken door het American Museum of Natural History voor hun reizende tentoonstelling Lizards & Snakes ALIVE!, een functie die hij vele jaren zou vervullen. Hierdoor raakte hij in contact met paleontoloog Mark Allen Norell van het AMNH die hem verschillende fossiele hagedissen liet beschrijven die tijdens de expedities van het museum naar de Gobiwoestijn waren gevonden en die Conrad onderzocht door toepassing van de moderne methode van de CAT-scan. Tot 2006 was hij graduate student bij de afdeling geologie van The Field Museum of Natural History. Daarna behaalde hij zijn doctorstitel bij de University of Chicago, een PhD in Organismal Biology and Anatomy, met als promotor Olivier Rieppel, op basis van een studie naar de evolutie van de Shinisauridae. Al in 2004 had hij de eerste beschrijving gepubliceerd van de schedel van het geslacht Shinisaurus. Tussen september 2005 en september 2009 had Conrad de status van Research Fellow bij het American Museum of Natural History. In 2009 bestudeerde Conrad op de Stony Brookuniversiteit het voedingsmechanisme van slangen.

## Fylogenie van de Squamata
In Chicago maakte Conrad kennis met Paul Sereno. Die overtuigde hem van het belang de tot dan toe vaak verwaarloosde uitgestorven hagedissen en slangen te bestuderen. Sereno was ook een van de pioniers van de kladistiek, de moderne methode om de verwantschappen van dieren op exacte wijze vast te stellen door met computers de meest waarschijnlijke stamboom of fylogenie uit te rekenen. Tot dan toe was dat voor hagedissen en slangen zeer onvolkomen gebeurd, voornamelijk op basis van bestaande soorten waarbij de gegevens van fossiele vormen slechts gedeeltelijk waren meegenomen. In 2008 publiceerde Conrad een uitgebreide kladistische analyse van de Squamata, het geheel van de hagedissen en slangen, waarbij voor het eerst systematisch de eigenschappen van alle bekende uitgestorven groepen waren verwerkt. Hierbij werden verschillende kladen benoemd en werd voor veel groepen voor het eerst een exacte definitie gegeven. Conrad zette hierna een volgende stap door ook de gegevens van het DNA van moderne soorten mee te nemen. In 2011 publiceerde hij in dit verband een kladistische studie van speciaal de Anguimorpha, om de herkomst van de slangen te bepalen, een traditioneel vraagstuk in de taxonomie.

## Veldonderzoek

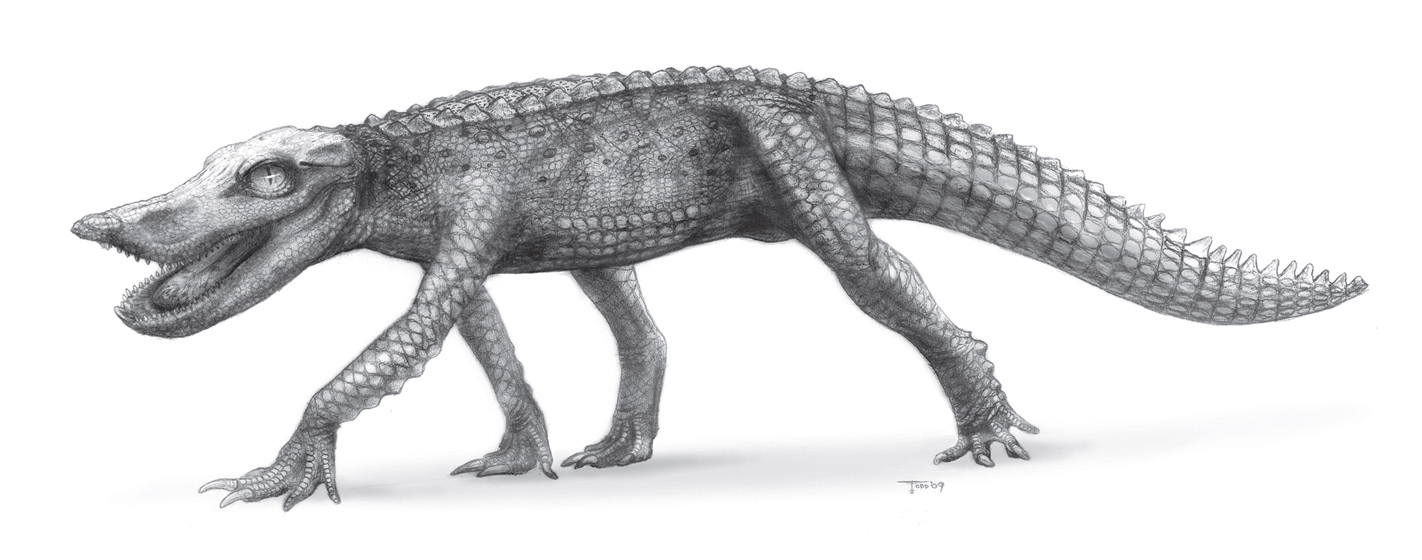
Anatosuchus was het eerste taxon dat Conrad ontdekte

Behalve dit meer theoretische werk verrichtte Conrad ook veldonderzoek. In 1998 voerde hij een telling uit van de vissen, amfibieën en schildpadden in de stromen van Missouri. In 1999 groef hij fossielen op in Montana. In 2000 groef hij met Sereno een skelet van Triceratops op in Wyoming. Hierna zou hij bijna ieder jaar in Amerika opgravingen verrichten, vaak met vrijwilligers die het AMNH voor de tochten betaalden. Conrad maakte verder deel uit van verschillende paleontologische expedities buiten de Verenigde Staten van Amerika. In 2000 was hij lid van de expeditie van Paul Sereno naar Niger waar skeletten van Sarcosuchus werden gevonden in de Sahara. Hij ontdekte daar persoonlijk het geslacht Anatosuchus: de Duck Croc. In 2004 benoemde Conrad samen met Sereno het geslacht Spinostropheus. In 2004 was Conrad deel van het team dat binnen de poolcirkel op Ellesmere Island de 370 miljoen jaar oude skeletten opgroef van Tiktaalik, een van de oudste bekende voorlopers van de gewervelde landdieren. In de Andes van Bolivia groef hij in 2007 uitgestorven zoogdieren op, behorend tot de Notoungulata. In Kenia groef Conrad in 2011 uitgebreide resten op van uitgestorven krokodilachtigen op Rusinga Island. Die benoemde hij als het geslacht Brochuchus. In 2012 leidde Conrad een expeditie naar Guatemala waarbij resten van uitgestorven Cervidae werden gevonden.

## Benoemde soorten

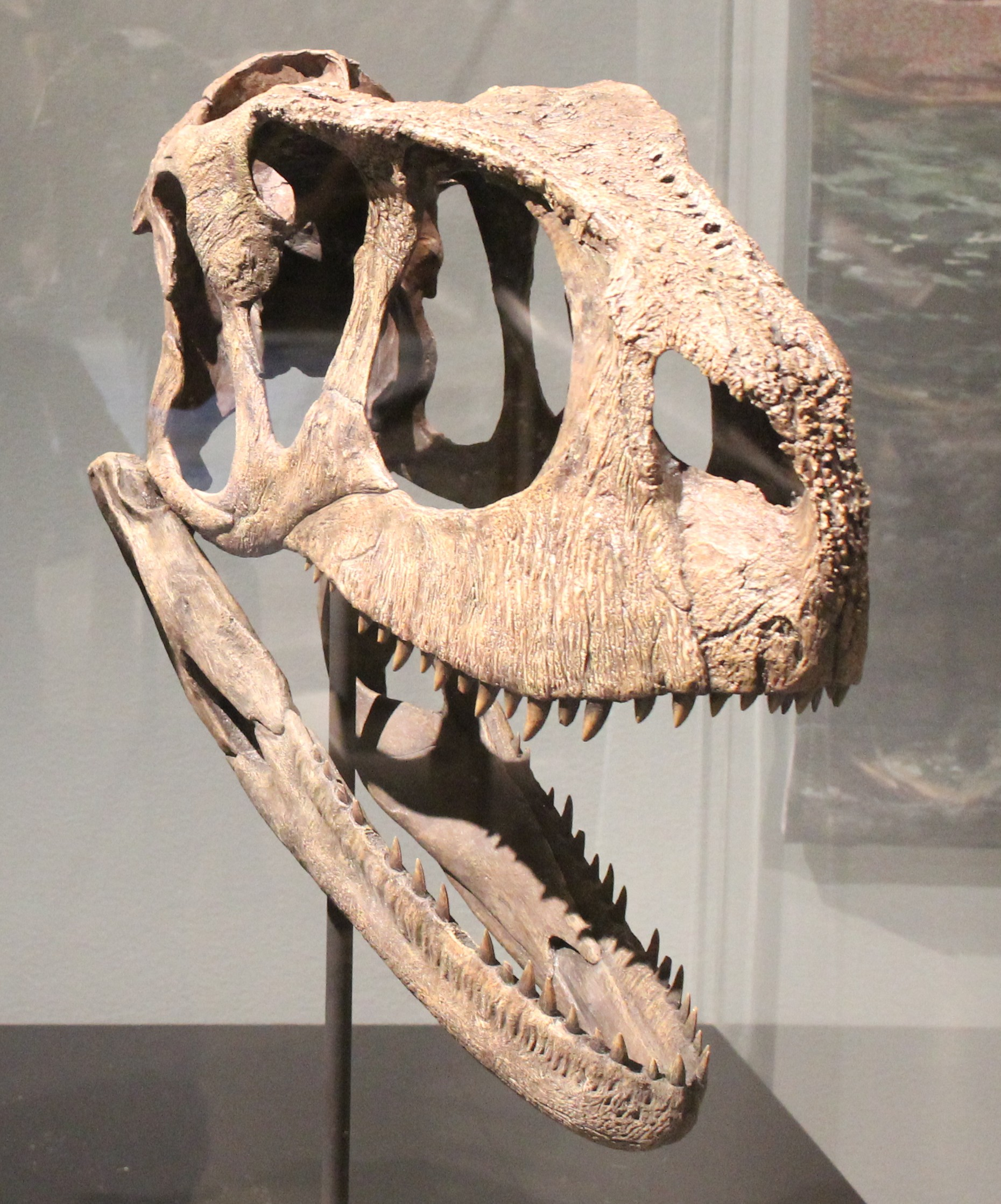
Rugops minor

Conrad benoemde zeven uitgestorven soorten, waaronder in 2004 Rugops minor, in 2006 Bahndwicivi ammoskius, waarvan de soortaanduiding een vertaling is in het Grieks van de bijnamen van zijn ouders, Sandy en Shade; in 2012 Varanus (Varaneades) amnhophilis, de oudste bekende reuzenvaraan, en in 2015 Norellius uit Mongolië en Babibasiliscus alxi uit het Eoceen van Wyoming, het oudst bekende lid van de "Jezus Christushagedissen". De vondst van een tropische vorm in een noordelijk gebied werd door Conrad gebruikt om het grote publiek zich bewust te laten worden van klimaatverandering en is een van de spectaculairste nieuwe fossielen uit het jaar 2015 genoemd. Op het moment van Conrads dood waren beschrijvingen van nog eens vijf soorten in voorbereiding. Schoenesmahl werd in 2017 benoemd.

## Latere carrière en dood
Begin 2010 zette Conrad een project op als postdoctoral associate met paleontoloog James Michael Clark van de George Washington University om de Squamata uit het Mesozoïcum van Azië in kaart te brengen. Conrad werd in 2010 aangesteld tot Assistant Professor bij het Department of Anatomy bij het NYIT College of Osteopathic Medicine en had de status van Research Associate bij het Department of Vertebrate Paleontology van het American Museum of Natural History. Van veel moderne reptielen is alleen het skelet en het uiterlijk voorkomen enigszins beschreven. Conrad voerde bij het NYIT een aantal onderzoeksprojecten uit om ook de weke delen systematisch en vergelijkend in kaart te brengen, met name het spierstelsel, de aorta, de longen en het zenuwstelsel. Dit onderzoek bracht hij ook in verband met zijn paleontologische ontdekkingen: op het moment van zijn dood was een publicatie in voorbereiding van een uitgestorven verwant van de Chinese krokodilstaarthagedis waarvan hij een exemplaar ontdekt had dat nog weke delen bewaarde. In 2013 werd Conrad lid van de redactieraad van het Journal of Vertebrate Paleontology en van Frontiers in Earth Science. In 2014 werd Conrad naast deze functies ook onderzoeker bij de National Science Foundation om met Gregory P. Wilson en David Varricchio de hagedissenfossielen van de Egg Mountain in Montana verder te beschrijven.
Conrad probeerde ook niet-vakgenoten over de paleontologie in het algemeen en zijn eigen onderzoek in het bijzonder te informeren. Hij organiseerde seminars bij andere universiteiten, gaf lezingen bij scholen, interviews aan journalisten en was vaak te gast bij televisieprogramma's. In veel gevallen was de fylogenie van de Squamata het onderwerp maar ook het foute beeld dat films als Jurassic Park en Jurassic World van dinosauriërs gaven, was een van zijn stokpaardjes.
Op 13 juli 2016 werd hij aangehouden wegens het plaatsen van een camera in een invalidentoilet op het college waar hij anatomie doceerde. Hij werd op staande voet door het NYIT ontslagen. Op 21 juli 2016 pleegde hij in zijn woning zelfmoord. Conrad was op 10 maart 2013 getrouwd met Ana Balcarcel, een collega met wie hij eerder uitgestorven varanen had bestudeerd, en liet geen kinderen na.
- International Standard Name Identifier: 0000 0000 4656 9236
- Library of Congress Control Number: no2008162317
- Nederlandse Thesaurus van Auteursnamen: 320825094
- Réseau des bibliothèques de Suisse occidentale: 02-A016239007
- Système universitaire de documentation: 13493962X
- Virtual International Authority File: 44124907
- WorldCat: E39PBJymyPykk7yv7C9KwQCfbd